# Oscaruddelingen 2009
Oscaruddelingen 2009 fandt sted 22. februar 2009 i Kodak Theatre (nu Dolby Theatre) i Los Angeles. Det var den 81. uddeling af oscarstatuetterne siden den første prisuddeling i 1929. Som tidligere blev alle film, der havde haft premiere i Californien i det forgangne år, betænkt til kategorien bedste film. I 2008 var der 281 kvalificerede titler. Årets vært var den australske skuespiller Hugh Jackman.
I Danmark blev transmissionen sendt på TV 2 Film med Hans Pilgaard som studievært. Han var også vært ved Oscaruddelingen 2007. Den danske film Grisen, instrueret af Dorte Warnøe Høgh, var nomineret i kategorien Oscar for bedste kortfilm, men tabte til den tyske film Spielzeugland.

## Vindere og nominerede
| Flest Oscars       | Slumdog Millionaire (8 oscars)                      |
| Flest nomineringer | Benjamin Buttons forunderlige liv (13 nomineringer) |

### Bedste film
præsenteret af Steven Spielberg
Slumdog Millionaire
Frost/Nixon
Milk
Benjamin Buttons forunderlige liv
The Reader

### Bedste instruktør
præsenteret af Reese Witherspoon
Danny Boyle – Slumdog Millionaire
Stephen Daldry – The Reader
David Fincher – Benjamin Buttons forunderlige liv
Ron Howard – Frost/Nixon
Gus Van Sant – Milk

### Bedste mandlige hovedrolle
præsenteret af Adrien Brody, Robert De Niro, Michael Douglas, Anthony Hopkins og Ben Kingsley
Sean Penn – Milk
Richard Jenkins – The Visitor
Frank Langella – Frost/Nixon
Brad Pitt – Benjamin Buttons forunderlige liv
Mickey Rourke – The Wrestler

### Bedste kvindelige hovedrolle
præsenteret af Halle Berry, Marion Cotillard, Nicole Kidman, Sophia Loren og Shirley MacLaine
Kate Winslet – The Reader
Anne Hathaway – Rachel Getting Married
Angelina Jolie – Changeling
Melissa Leo – Frozen River
Meryl Streep – Doubt

### Bedste mandlige birolle
præsenteret af Alan Arkin, Cuba Gooding jr., Joel Grey, Kevin Kline og Christopher Walken
Heath Ledger – The Dark Knight
Josh Brolin – Milk
Robert Downey Jr. – Tropic Thunder
Philip Seymour Hoffman – Doubt
Michael Shannon – Revolutionary Road

### Bedste kvindelige birolle
præsenteret af Whoopi Goldberg, Goldie Hawn, Anjelica Huston, Eva Marie Saint og Tilda Swinton
Penélope Cruz – Vicky Cristina Barcelona
Amy Adams – Doubt
Viola Davis – Doubt
Taraji P. Henson – Benjamin Buttons forunderlige liv
Marisa Tomei – The Wrestler

### Bedste manuskript
præsenteret af Tina Fey og Steve Martin
Dustin Lance Black – Milk
Courtney Hunt – Frozen River
Mike Leigh – Happy-Go-Lucky
Martin McDonagh – In Bruges
Andrew Stanton – WALL·E

### Bedste filmatisering
præsenteret af Tina Fey og Steve Martin
Simon Beaufoy – Slumdog Millionaire
David Hare – The Reader
Peter Morgan – Frost/Nixon
Eric Roth und Robin Swicord – Benjamin Buttons forunderlige liv
John Patrick Shanley – Doubt

### Bedste animationsfilm
præsenteret af Jennifer Aniston og Jack Black
WALL·E – Andrew Stanton
Bolt – Chris Williams og Byron Howard
Kung Fu Panda – Mark Osborne og John Stevenson

### Bedste udenlandske film
præsenteret af Freida Pinto og Liam Neeson
Departures (Okuribito) – Japan
Der Baader Meinhof Komplex – Tyskland
Klassen (Entre les murs) – Frankrig
Revanche – Østrig
Waltz with Bashir (Vals Im Bashir) – Israel

### Bedste animerede kortfilm
præsenteret af Jennifer Aniston og Jack Black
Tsumiki no Ie – Kunio Katō
Lavatory – Lovestory – Konstantin Bronzit
Oktapodi – Emud Mokhberi og Thierry Marchand
Presto – Doug Sweetland
This Way Up – Alan Smith og Adam Foulkes

### Bedste scenografi
præsenteret af Sarah Jessica Parker og Daniel Craig
Benjamin Buttons forunderlige liv – Donald Graham Burt og Victor J. Zolfo
Changeling – James J. Murakami og Gary Fettis
The Dark Knight – Nathan Crowley og Peter Lando
The Duchess – Michael Carlin og Rebecca Alleway
Revolutionary Road – Kristi Zea og Debra Schutt

### Bedste fotografering
præsenteret af Natalie Portman og Ben Stiller
Slumdog Millionaire – Anthony Dod Mantle
The Dark Knight – Wally Pfister
Changeling – Tom Stern
Benjamin Buttons forunderlige liv – Claudio Miranda
The Reader – Chris Menges og Roger Deakins

### Bedste kostumer
præsenteret af Sarah Jessica Parker og Daniel Craig
The Duchess – Michael O'Connor
Australia – Catherine Martin
Milk – Danny Glicker
Benjamin Buttons forunderlige liv – Jacqueline West
Zeiten des Aufruhrs – Albert Wolsky

### Bedste dokumentarfilm
præsenteret af Bill Maher
Man on Wire – James Marsh og Simon Chinn
The Betrayal – Nerakhoon (Nerakhoon) – Ellen Kuras og Thavisouk Phrasavath
Encounters at the End of the World – Werner Herzog og Henry Kaiser
The Garden – Scott Hamilton Kennedy
Trouble the Water – Tia Lessin og Carl Deal

### Bedste korte dokumentar
præsenteret af Bill Maher
Smile Pinki – Megan Mylan
The Conscience of Nhem En – Steven Okazaki
The Final Inch – Irene Taylor Brodsky und Tom Grant
The Witness from the Balcony of Room 306 – Adam Pertofsky und Margaret Hyde

### Bedste redigering
præsenteret af Will Smith
Slumdog Millionaire – Chris Dickens
The Dark Knight – Lee Smith
Frost/Nixon – Mike Hill, Dan Hanley
Milk – Elliot Graham
Benjamin Buttons forunderlige liv – Kirk Baxter, Angus Wall

### Bedste kortfilm
præsenteret af James Franco, Janusz Kamiński og Seth Rogen
Spielzeugland – Jochen Alexander Freydank (Tyskland)
Auf der Strecke – Reto Caffi (Schweiz)
Grisen – Dorthe Warnø Høgh og Tivi Magnusson (Danmark)
Manon sur le bitume – Elizabeth Marre og Olivier Pont (Frankrig)
New Boy – Steph Green og Tamara Anghie (Irland)

### Bedste make-up
præsenteret af Sarah Jessica Parker og Daniel Craig
Benjamin Buttons forunderlige liv – Greg Cannom
The Dark Knight – John Caglione, Jr., Conor O’Sullivan
Hellboy 2: The Golden Army – Mike Elizalde, Thom Floutz

### Bedste musik
præsenteret af Alicia Keys og Zac Efron
Slumdog Millionaire – A. R. Rahman
Defiance – James Newton Howard
Milk – Danny Elfman
Benjamin Buttons forunderlige liv – Alexandre Desplat
WALL·E – Thomas Newman

### Bedste sang
præsenteret af Alicia Keys og Zac Efron
„Jai Ho“ (Slumdog Millionaire) – A. R. Rahman (Musik), Gulzar (Tekst)
„Down to Earth“ (WALL·E) – Peter Gabriel og Thomas Newman (Musik), Peter Gabriel (Tekst)
„O Saya“ (Slumdog Millionaire) – A. R. Rahman og Maya Arulpragasam

### Bedste lyd
præsenteret af Will Smith
Slumdog Millionaire – Tom Sayers
The Dark Knight – Richard King
Iron Man – Frank Eulner og Christopher Boyes
WALL·E – Ben Burtt og Matthew Wood
Wanted – Wylie Stateman

### Bedste lydredigering
præsenteret af Will Smith
The Dark Knight – Lora Hirschberg, Gary Rizzo og Ed Novick
Benjamin Buttons forunderlige liv – David Parker, Michael Semanick, Ren Klyce og Mark Weingarten
Slumdog Millionaire – Ian Tapp, Richard Pryke og Resul Pookutty
WALL·E – Tom Myers, Michael Semanick og Ben Burtt
Wanted – Chris Jenkins, Frank A. Montaño og Petr Forejt

### Bedste visuelle effekter
præsenteret af Will Smith
Benjamin Buttons forunderlige liv – Eric Barba, Steve Preeg, Burt Dalton und Craig Barron
The Dark Knight – Nick Davis, Chris Corbould, Tim Webber und Paul Franklin
Iron Man – John Nelson, Ben Snow, Dan Sudick und Shane Mahan